# Гай (преномен)
Гай (лат. Gaius) — давньоримський преномен. Староукраїнською — ст.-укр. Гаиос, Гаиюс.

## Відомі представники
- Гай (107/109 — 180) — відомий давньоримський правник II ст.

### А
- Гай Авідій Нігрін (д/н — 118) — консул-суффект 110 н. е.
- Гай Аврелій Котта — декілька представників — повних тезок з роду Авреліїв.
- Гай Азіній Галл (41 до н. е. — 33 н. е.) — консул 8 до н. е.
- Гай Азіній Полліон — декілька представників — повних тезок з роду Азініїв.
- Гай Аквілій Галл (116 — 44 до н. е.) — відомий правник, претор 66 до н. е.
- Гай Аквілій Прокул (д/н — після 104) — консул-суффект 90 н. е.
- Гай Аквілій Туск (520 — після 487 до н. е.) — консул 487 до н. е.
- Гай Аквілій Флор (302/301 — після 258 до н. е.) — консул 259 до н. е., учасник Першої Пунічної війни.
- Гай Аніцій Церіал (д/н — 66) — консул-суффект 65 н. е.
- Гай Анній Луск (бл. 130 до н. е. — після 81 до н. е.) — військовик, проконсул Близької Іспанії у 81 до н. е.
- Гай Антіох Епіфан Філопапп (65—116) — консул-суффект 109 н. е.
- Гай Антістій Вет — декілька представників — повних тезок з роду Антістіїв.
- Гай Антоній (81/80 до н. е. — 42 до н. е.) — народний трибун 46 до н. е., претор 44 до н. е.
- Гай Антоній Гібрида (110 — 41 до н. е.) — консул 62 до н. е., цензор 42 до н. е.
- Гай Анцій Авл Юлій Квадрат (д/н — після 115) — консул-суффект 94, консул 105.
- Гай Аппій Юній Сілан (6 до н. е. — 42 н. е.) — консул 28 н. е.
- Гай Атей Капітон (30 до н. е. — 22 н. е.) — відомий правник, очільник Сабініанської школи права, консул-суффект 5 н. е.
- Гай Атілій Барбар (I ст. н. е.) — консул-суффект 71 н. е.
- Гай Атілій Бульб (д/н — після 232 до н. е.) — консул 245 та 234 до н. е.
- Гай Атілій Регул (значення) — декілька представників — повних тезок з роду Атіліїв.
- Гай Атілій Серран (д/н — 87 до н. е.) — консул 106 до н. е.
- Гай Ауфідій Вікторін (д/н — 185) — консул 183 н.е.
- Гай Ацилій (II ст. до н. е.) — історик та сенатор з роду Ациліїв.

### Б
- Гай Блоссій (д/н — 130 до н. е.) — сабельський філософ-стоїк, ритор, політичний консультант Тіберія Гракха та Аристоніка.
- Гай Бруттій Криспін (д/н — після 238) — консул 224 н. е.
- Гай Бруттій Презент Луцій Фульвій Рустік (68—140) — консул-суффект 118 і консул 139 н. е.

### В
- Гай Валгій Руф (65 — після 12 до н. е.) — консул-суфект 12 до н. е., поет, майстер елегії.
- Гай Валерій Катулл (87—54 до н. е.) — поет-лірик, майстер любовної поезії, неотерик.
- Гай Валерій Левін (бл. 220 до н. е. — після 169 до н. е.) — претор 179 і 177 до н. е., консул-суффект 176 до н. е., удостоєний тріумфу.
- Гай Валерій Флакк — декілька представників — повних тезок з роду Валеріїв.
- Гай Веллей Патеркул (20 або 19 до н. е. — 31 н. е.) — історик, автор «Римської історії».
- Гай Веттій Аквілін Ювенк (IV ст.) — християнський поет.
- Гай Ветурій Цікурін (V ст. до н. е.) — консул 455 до н. е.
- Гай Віпстан Апроніан (бл. 30—86) — консул 59 н. е.
- Гай Вібій Марс (д/н — після 44 року н. е.) — консул-суффект 17 н. е.
- Гай Вібій Панса Цетроніан (д/н — 43 до н. е.) — прихильник Юлія Цезаря у громадянській війні (49—45 до н. е.), консул 43 до н. е.
- Гай Вібій Постум (35 до н. е. — 20 н. е.) — консул-суффект 5 н. е., проконсул провінції Азія у 12—15 н. е.
- Гай Вібій Руф (д/н — після 24 н. е.) — консул-суффект 16 н. е.
- Гай Вібій Руфін (2 — після 47 н. е.) — консул-суффект 22 н.е.

### Г
- Гай Гельвідій Приск — декілька представників — повних тезок з роду Гельвідіїв.
- Гай Гельвій Цінна (д/н — 44 до н. е.) — поет, представник літературної течії неотериків, народний трибун 44 до н. е.
- Гай Генуцій Клепсіна (д/н — після 270 до н. е.) — консул 276 та 270 до н. е.
- Гай Горацій Пульвілл (д/н — після 457 до н. е.) — консул 477 та 457 до н. е.
- Гай Гостілій Манцін (д/н — після 137 до н. е.) — претор 140 до н. е., консул 137 до н. е.
- Гай Гракх (152—121 до н. е.) — реформатор Римської республіки, лідер популярів, народний трибун 123 та 122 до н. е.

### К
- Гай Кальвізій Сабін — декілька представників — повних тезок з роду Кальвізіїв.
- Гай Кальпетан Рантій Квіринал Валерій Фест (д/н — між 85 та 86) — консул-суффект 71 н. е.
- Гай Кальпурній Бібул (бл. 57 до н. е. — д/н) — сенатор, письменник.
- Гай Кальпурній Пізон — декілька представників — повних тезок з плебейського роду Кальпурніїв.
- Гай Каніній Ребіл — декілька представників — повних тезок з плебейського роду Канініїв.
- Гай Канулей — народний трибун в 445 до н. е., автор закону Lex Canuleia, який дозволив законні шлюби патриціїв з плебеями.
- Гай Карріна (80 до н. е. — після 28 до н. е.) — консул-суффект 43 до н. е., прихильник Юлія Цезаря і Октавіана Августа.
- Гай Кассій Лонгін — декілька представників — повних тезок з роду Кассіїв.
- Гай Квінтій Аттік (д/н — після 69) — консул-суффект 69 н. е.
- Гай Квінкцій Цинціннат (д/н? — після 377 р. до н. е.) — Військовий трибун з консульською владою 377 до н. е.
- Гай Клавдій Канина (325 — після 273 до н. е.) — консул 285 і 273 до н. е.
- Гай Клавдій Красс Інрегілленс (бл. 370 до н. е. — після 337 до н. е.) — диктатор 337 року до н. е.
- Гай Клавдій Марцелл — декілька представників — повних тезок з плебейської гілки роду Клавдіїв.
- Гай Клавдій Нерон (д/н — після 201 до н. е.) — консул 207 до н. е., цензор 204 до н. е., учасник Другої Пунічної війни.
- Гай Клавдій Пульхр — декілька представників — повних тезок з роду Клавдіїв.
- Гай Клавдій Сабін Регіллен (500 — 445 до н. е.) — консул 460 до н. е.
- Гай Клавдій Центон (290 — 212 до н. е.) — консул 240 до н. е., цензор 225 до н. е., інтеррекс 216 до н. е.
- Гай Клодій Ліцин (д/н — після 4 н. е.) — історик, консул-суффект 4 н. е.
- Гай Копоній (бл. 86 до н. е. — після 20 до н. е.) — претор 49 до н. е., учасник Парфянського походу Марка Красса.
- Гай Корнелій Галл (69 до н. е. — 26 до н. е.) — префект Єгипту у 30—26 до н. е., поет, майстер елегії.
- Гай Корнелій Цетег (бл. 235 до н. е. — після 190 до н. е.) — консул 197 до н. е., цензор 194 до н. е.
- Гай Корнелій Цетег (змовник) (93 до н. е. — 63 до н. е.) — квестор 63 до н. е., учасник змови Сергія Катіліни.

### Л
- Гай Лелій (235 до н. е. — 160 до н. е.) — учасник Другої пунічної війни, претор 196 до н. е., консул 190 до н. е.
- Гай Лелій Сапіенс (*188 — д/н) — видатний красномовець, консул 140 до н. е., учасник Третьої пунічної війни
- Гай Лівій Друз (д/н — після 147 до н. е.) — консул 147 до н. е.
- Гай Лівій Салінатор (234 до н. е. — 170 до н. е.) — консул на 188 до н. е.
- Гай Ліциній Вар (д/н — після 218 до н. е.) — консул 236 до н. е.
- Гай Ліциній Кальв (82 — 47 до н. е.) — давньоримський красномовець та поет літературного напрямку неотериків.
- Гай Ліциній Кальв Столон (пер. пол. IV ст. до н. е.) — восьмикратний народний трибун у 376—367 до н. е., консул 361 до н. е.
- Гай Ліциній Макр (95 — 66 до н. е.) — історик-анналіст, народний трибун 73 до н. е., претор 66 до н. е.
- Гай Ліциній Муціан (д/н — 76) — консул-суффект 64, 70 та 72 н. е.
- Гай Лутацій Катул (сер. III ст. до н. е.) — учасник Першої Пунічної війни, консул 242 до н. е.
- Гай Луцилій (168 — 102/3 роки до н. е.) — давньоримський поет, засновник окремого літературного жанру — сатури.

### М
- Гай Манлій Валент (6 — 96) — консул 96 н. е.
- Гай Марій (бл. 157 до н. е. — 86 до н. е.) — сім разів був обраний консулом: у 107, 104—100 і 86 до н. е., ініціатор військової реформи, лідер популярів.
- Гай Марій Вікторин (бл. 291 — бл. 366) — сенатор, граматик, риторик та філософ, відомий також як Вікторин Африканський.
- Гай Марій Молодший (109 до н. е. — 82 до н. е.) — консул 82 до н. е., син полководця Гая Марія.
- Гай Марк Аврелій Кар (230 — 283) — римський імператор у 282 — 283 роках.
- Гай Марк Дуілій (III ст. до н. е.)  — консул 260 до н. е., визначний флотоводець часів Першої Пунічної війни.
- Гай Марцій Рутил (д/н — після 342 до н. е.) — чотириразовий консул 357, 352, 344, 342 до н. е., начальник кінноти 356 до н. е.
- Гай Марцій Рутіл Цензорін (д/н — після 265 до н. е.) — консул 310 до н. е., цензор у 294 і 265 до н. е.
- Гай Марцій Фігул (д/н — після 155 до н. е.) — консул 162 і 156 до н. е.
- Гай Марцій Цензорін — декілька представників — повних тезок з роду Марціїв.
- Гай Меммій Регул (д/н — після 65) — консул 63 н. е.
- Гай Меммій (70 — після 34 року до н. е.) — консул-суффект 34 до н. е.
- Гай Меммій Гемел (99 до н. е. — 48 до н. е.) — претор 58 до н. е.
- Гай Меній (д/н — після 314 до н. е.) — консул 338 до н. е., цензор 318 до н. е., диктатор у 320 і 314 до н. е.
- Гай Мінуцій Фундан (д/н — після 123) — консул-суффект 107 н. е.
- Гай Музоній Руф (пом. бл. 101) — філософ-стоїк.

### Н
- Гай Навтій Рутіл (д/н — після 458 до н. е.) — консул 475 і 458 до н. е.
- Гай Норбан (д/н — 82 до н. е. або 81 до н. е.) — консул 83 до н. е., прихильник Гая Марія.
- Гай Норбан Флакк (д/н — після 25 до н. е.) — консул 38 до н. е.

### О
- Гай Октавій (101 до н. е. — 59 до н. е.) — претор 61 до н. е. Батько імператора Октавіана Августа.
- Гай Октавій Аппій Светрій Сабін (до 193 — після 240) — консул 214 і 240.
- Гай Октавій Лампадіон (II ст. до н. е.) — письменник-літературознавець, один з перших відомих давньоримських філологів.
- Гай Октавій Ленат (д/н — після 38 р. н. е.) — консул-суффект 33 н. е.
- Гай Олександр Береніціан (75—150) — консул-суффект 116 н. е.
- Гай Оппій Сабін (д/н — 85 або 86) — консул 84 н. е.

### П
- Гай Папірій (VI ст. до н. е.) — Великий понтифік часів царя Тарквинія Гордого, відомий правник часів останніх царів Риму.
- Гай Папірій Карбон (II ст. до н. е.) — оратор, консул 120 до н. е.
- Гай Папірій Мазон (д/н — 213 до н. е.) — консул 231 до н. е.
- Гай Петелій Лібон Візол (д/н — після 313 до н. е.) — консул 346 і 326 до н. е.
- Гай Петроній Понтій Нігрін (д/н — після 37 н. е.) — консул 37 н. е.
- Гай Плавцій Веннон (? — після 341 до н. е.) — консул 347 і 341 до н. е.
- Гай Плавцій Венокс (IV ст. до н. е.) — цензор 312 року до н. е.
- Гай Плавцій Деціан (? — після 310 до н. е.) — консул 329 до н. е., консул-суффект 328 до н. е.
- Гай Плавцій Прокул (402/401 — після 356 до н. е.) — консул 358 до н. е.
- Гай Помптін (д/н — після 51 до н. е.) — претор 63 до н. е.
- Гай Попіллій Ленат (д/н — після 158 до н. е.) — консул 172 і 158 до н. е.
- Гай Поппей Сабін (д/н — 35) — консул 9 н. е.
- Гай Порцій Катон (д/н — після 109 до н. е.) — консул 114 до н. е.
- Гай Прастіна Мессалін (д/н — після 151) — консул 147 н. е.

### Р
- Гай Рубелій Бланд (д/н — 38) — консул-суффект 18 н. е.

### С
- Гай Саллюстій (86 до н. е. — 35 до н. е.) — історик, народний трибун 52 до н. е., претор 46 до н. е.
- Гай Саллюстій Крисп Пассієн (8 до н. е. — 47 н. е.) — консул-суффект 27 н. е., консул 44 н. е.
- Гай Светоній Паулін (11 — після 69) — намісник Римської Британії у 59—64 н. е. під час великого Повстання Боудіки (61 н. е.), яке він успішно придушив. Консул 66 н. е.
- Гай Светоній Транквілл або Светоній (бл. 75 — 160 р.) — історик, письменник, науковець-енциклопедист, особистий секретар імператора Адріана, автор праці «Життя дванадцяти цезарів».
- Гай Секстій Кальвін (д/н — після 120 до н. е.) — консул 124 до н. е.
- Гай Семпроній Блез (д/н — після 244 до н. е.) — консул 253 та 244 до н. е.
- Гай Семпроній Тудітан (середина II ст. до н. е.) — консул 129 до н. е., історик-анналіст.
- Гай Сентій Сатурнін — декілька представників — повних тезок з роду Сентіїв.
- Гай Сервілій Ахала (д/н — після 436 до н. е.) — начальник кінноти 439 до н. е.
- Гай Сервілій Ватія (до 160 до н. е. — після 114 до н. е.) — претор 114 до н. е.
- Гай Сервілій Гемін (д/н — 180 рік до н. е.) — начальник кінноти у 208 до н. е., консул 203 до н. е., диктатор 202 до н. е., великий понтифік з 183 до 180 року до н. е.
- Гай Сервілій Гемін (? — після 203 до н. е.) — претор 218 до н. е.
- Гай Сілій Авл Цецина Ларг (д/н — 24) — консул 13 н. е.
- Гай Скрибоній Куріон — декілька представників — повних тезок з роду Скрибоніїв.
- Гай Сосій (д/н — після 17 до н. е.) — консул 32 до н. е., прихильник Марка Антонія.
- Гай Софоній Тигеллін (10 — 69) — префект преторія у 62—68.
- Гай Стертіній Ксенофон (бл. 10 до н. е. — після 54) — медик грецького походження, підозрюється у отруєнні імператора Клавідія.
- Гай Сульпіцій Галл (д/н — бл. 149 до н. е.) — консул 166 н. е., астроном.
- Гай Сульпіцій Гальба — консул-суфект 5 до н. е.
- Гай Сульпіцій Лонг (д/н — після 312 до н. е.) — триразовий консул 337, 323, 314 до н. е.
- Гай Сульпіцій Патеркул (д/н — після 258 до н. е.) — консул 258 до н. е., учасник Першої Пунічної війни.
- Гай Сульпіцій Петік (IV ст. до н. е.) — військовий трибун з консульською владою 380 до н. е., п'ятиразовий консул 364, 361, 355, 353 і 351 до н. е., диктатор 358 до н. е.,

### Т
- Гай Теренцій Варрон (кін. III — поч. II ст. до н. е.) —, претор 218 до н. е., консул 216 до н. е., учасник Другої Пунічної війни..
- Гай Теренцій Туллій Гемін (д/н — після 62) — консул-суффект 46 року.
- Гай Требацій Теста (84 до н. е. — 4 н. е.) — найвідоміший правник др. пол І ст. до н. е., квестор.
- Гай Требоній (між 92 до н. е. та 90 до н. е. — 43 до н. е.) — учасник Гальської війни, прихильник Юлія Цезаря, консул-суфект 45 року до н. е.
- Гай Туллій Капітон Помпоніан Плотій Фірм (д/н — після 84) — консул-суффект 84 року.
- Гай Турраній Граціл (д/н — після 48) — префект Єгипту у 7—4 до н.е., вчений.

### У
- Гай Уммідій Квадрат Серторій Север (83 або 84 — після 124) — консул-суффект 118 року.

### Ф
- Гай Фабій Адріан (д/н — 83 до н. е.) — претор 84 до н. е., прихильник Гая Марія.
- Гай Фабій Амбуст (IV ст. до н. е.) — консул 358 до н. е., інтеррекс 355 до н. е.
- Гай Фабій Піктор — декілька представників — повних тезок з роду Фабіїв.
- Гай Фабрицій Лусцін (д/н — після 273 до н. е.) — консул 282 і 278 до н. е.
- Гай Фанній (середина — кінець II ст. до н. е.) — учасник Третьої Пунічної війни, консул 122 року до н. е., та історик-анналіст II ст. до н. е.
- Гай Фанній Страбон (д/н — після 154 до н. е.) — консул 161 до н. е.
- Гай Флавій Фімбрія (д/н — 91 до н. е.) — консул 104 до н. е., оратор (на його промовах навчався Цицерон).
- Гай Фламіній (д/н — 217 до н. е.) — консул 227 та 217 до н. е.
- Гай Фламіній (д/н — після 181 до н. е.) — консул 187 до н. е..
- Гай Фонтей Агріппа (15 — 70) — консул-суффект 58 року.
- Гай Фонтей Капітон (д/н — 68) — консул 67 року.
- Гай Фульвій Плавціан (150 — 205) — консул 203 року.
- Гай Фульвій Флакк (д/н — після 135 до н. е.) — консул 135 року.
- Гай Фунданій Фундул (д/н — після 243 до н. е.) — консул 243 до н. е., учасник Першої Пунічної війни.
- Гай Фурій Паціл (д/н — після 251 до н. е.) — консул 251 до н. е., учасник Першої Пунічної війни.
- Гай Фурій Паціл Фуз (д/н — після 426 до н. е.) — консул 441 до н. е., цензор 435 до н. е., військовий трибун з консульською владою 426 до н. е.
- Гай Фурній (д/н — 17 до н. е.) — консул 17 до н. е.
- Гай Фурній (85 до н. е. — після 17 до н. е.) — народний трибун 50 до н.е., прихильник Юлія Цезаря

### Ц
- Гай Цейоній Руфій Волузіан (між 246 та 248 — після 321) — консул-суффект 290 року, консул 311 і 314 років.
- Гай Целій Кальд — декілька представників — повних тезок з роду Целіїв.
- Гай Цестій Галл (д/н — 67) — консул-суффект 42 року.
- Гай Цецилій Метелл Капрарій (156 — після 99 до н. е.) — консул 113 до н. е., цензор 102 до н. е.
- Гай Цильній Мелісс (I ст. н. е.) — давньоримський поет, якому допомагав Гай Меценат.
- Гай Цільній Меценат (68 до н. е — 7 до н. е) — давньоримський державний діяч, довірена особа Октавіана Августа, покровитель мистецтв.

### Ю
- Гай Юлій Авіт Алексіан (155 — 217) — консул-суффект 198 та 200, коміт імператора у 208—211.
- Гай Юлій Віндекс (25 або 37 — 68) — полководець, сенатор та намісник провінції Лугдунська Галлія.
- Гай Юлій Гігін (64 до н. е. — 17 н. е.) — вільновідпущеник імператора Октавіана Августа, письменник та науковець.
- Гай Юлій Квадрат Басс (60—118) — консул-суффект 105 року.
- Гай Юлій Кордін Гай Рутілій Галлік (24/25 — 91/92) — консул-суффект 85 року.
- Гай Юлій Корнут Тертулл (45 — 117) — консул-суффект 100 року.
- Гай Юлій Прокул (д/н — 132) — консул-суффект 109 року.
- Гай Юлій Север (д/н — після 162) — консул 155 року.
- Гай Юлій Солін (III ст. ) — письменник-антиквар та граматик.
- Гай Юлій Цезар (100 до н. е. — 44 до н. е.) — полководець, письменник, консул (59, 48, 46, 45 і 44 до н.е), диктатор (49, 48—47 і 46—44 до н. е.), великий понтифік (з 63 до н. е.). Один із найвидатніших полководців античності.
- Гай Юлій Цезар I (206 до н. е. — 166 до н. е.) — претор 166 до н. е.
- Гай Юлій Цезар II (170 до н. е. — після 130 до н. е.) — дід Юлія Цезаря.
- Гай Юлій Цезар Август Германік або Калігула (12 — 41 н. е.) — третій імператор з династії Юліїв-Клавдіїв.
- Гай Юлій Цезар Віпсаніан (20 до н. е. — 4 н. е.) — син Марка Віпсанія Агріппи, консул 1 року н. е.
- Гай Юлій Цезар Октавіан Август або Октавіан Август (63 до н. е. — 14 н. е.) — перший імператор Римської імперії (27 до н. е. — 14 н. е.).
- Гай Юлій Цезар Старший (іноді Гай Юлій Цезар Страбон) (бл. 135 до н. е. — 85 до н. е.) — претор 93 або 92 до н. е., прихильник Гая Марія, батько Юлія Цезаря.
- Гай Юлій Цезар Страбон Вопіск (130 до н. е. — 87 до н. е.) — політичний, військовий діяч, поет та красномовець, прихильник Сулли
- Гай Юлій Ювенал — консул-суффект 81 року.
- Гай Юлій Юл — декілька представників — повних тезок з роду Юліїв.
- Гай Юній Брут Бубульк (д/н — після 277 до н. е.) — консул 291 і 277 до н. е.
- Гай Юній Брут Бубульк (д/н — 354 до н. е.) — тричі консул: 317, 313, 311 до н. е., начальник кінноти у 309 до н. е., цензор 307 до н. е., диктатор 302 до н. е.
- Гай Юній Сілан (24 до н. е. — після 22 н. е.) — консул 10 року.